# Mate Boban
Mate Boban (12. února 1940 – 7. července 1997) byl bosenskochorvatský politik a jeden ze zakladatelů Chorvatské republiky Herceg-Bosna, neuznané entity v Bosně a Hercegovině. Byl prvním prezidentem Herceg-Bosny od roku 1991 do roku 1994.
V letech 1992 až 1994 byl Boban prezidentem Chorvatského demokratického společenství. Zemřel v roce 1997 na mozkovou mrtvici.

## Život
Mate Boban se narodil 12. února 1940 ve velké rodině v Sovići v občině Grude v Chorvatské bánovině v Hercegovině Stjepanovi a Ivě Bobanovým. Základní školu dokončil v Sovići a později navštěvoval seminář v Zadaru. Po druhé třídě přešel na střední školu v Širokém Brijegu a nakonec maturoval ve Vinkovci. V roce 1958 Boban vstoupil do Svazu komunistů Jugoslávie. Navštěvoval ekonomickou fakultu v Záhřebu, kde získal titul M.A. v oboru ekonomie. Po kratším pobytu v Grude byl zaměstnán v Imotski, kde se stal ředitelem obchodní společnosti Napredak.,
Na základě obvinění z obchodního podvodu strávil Boban dva a půl roku ve vazební věznici ve Splitu. Později to označil za monstrproces a uvedl, že důvodem jeho uvěznění byl chorvatský nacionalismus. Koncem 80. let byl vedoucím pobočky Tobacco Factory Záhřeb v Hercegovině. V roce 1990 vstoupil do Chorvatského demokratického společenství (HDZ BiH) a ve všeobecných volbách v roce 1990 byl zvolen do parlamentu. V březnu 1991 se Boban stal viceprezidentem HDZ BiH. Jako viceprezident v dubnu 1991 Boban řekl, že HDZ BiH a chorvatský lid jako celek zastávají názor, že Bosna a Hercegovina je suverénní a nedělitelná.

### Prezident Herceg-Bosny (1991–1994)

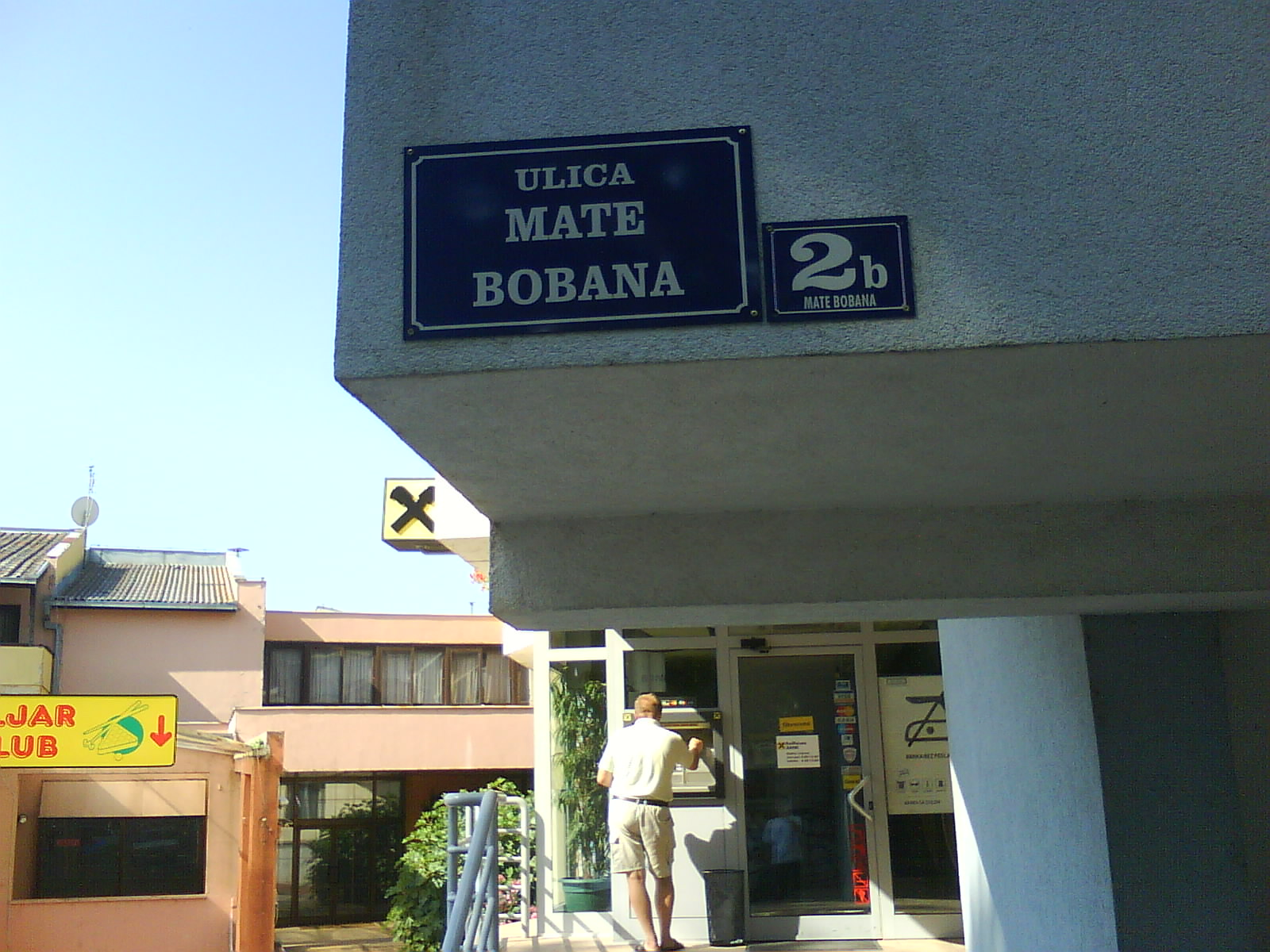
Ulice v Grude, která nese Bobanovo jméno

V březnu 1991 začala chorvatská válka za nezávislost. V říjnu 1991 byla chorvatská vesnice Ravno v Hercegovině napadena a zničena silami Jugoslávské lidové armády (JNA), než se otočila na jih směrem k obleženému Dubrovníku. Jednalo se o první chorvatské oběti v Bosně a Hercegovině. Bosenský prezident Alija Izetbegović na útok na Ravno nereagoval a vydal televizní prohlášení o neutralitě s tím, že „toto není naše válka“. Vedení Bosny a Hercegoviny zpočátku projevovalo ochotu setrvat v zapadlé Jugoslávii, ale později se zasazovalo o sjednocenou Bosnu a Hercegovinu.
Chorvatské vedení začalo organizovat obranu v oblastech s chorvatskou většinou. 12. listopadu 1991 Boban předsedal setkání s místními stranickými vůdci HDZ BiH spolu s Dariem Kordićem. Bylo rozhodnuto, že by Chorvati v Bosně a Hercegovině měli zavést politiku k uskutečnění „nášho odvěkého snu, společného chorvatského státu“ a měli by vyzvat k vyhlášení chorvatské bánoviny jako „počáteční fáze vedoucí ke konečnému řešení chorvatské otázky a vytvoření suverénního Chorvatska v rámci jeho etnických a historických hranic“.
18. listopadu 1991 chorvatští představitelé založili v Mostaru Chorvatské demokratické společenství Bosny a Hercegoviny jako „politický, kulturní, ekonomický a územní celek“. Boban byl vybrán jako její prezident. V rozhodnutí o jejím zřízení bylo uvedeno, že Společenství bude „respektovat demokraticky zvolenou vládu Republiky Bosna a Hercegovina, dokud bude existovat státní nezávislost Bosny a Hercegoviny ve vztahu k bývalé nebo jakékoli jiné Jugoslávii“. Jeden z Bobanových poradců uvedl, že Herceg-Bosna byla pouze dočasným opatřením a že po skončení války bude celá oblast nedílnou součástí Bosny a Hercegoviny. Na otázku, proč byla Herceg-Bosna vyhlášena, Boban odpověděl:
"Hrdá Bosna přestala být hrdá. Jejími silnicemi, železnicemi, vzdušnými vlnami koluje zlo. Je obsazena. Chorvatský lid, hrdý národ, měl co dělat, aby se toho nezúčastnil a aby dal jasně najevo, že toto nechce."

HDZ BiH nebylo jednotné ohledně politického uspořádání země. Její prezident, Stjepan Kljuić, se postavil proti Bobanovu kroku. 27. prosince 1991 se v Záhřebu sešlo vedení HDZ Chorvatska a HDZ BiH, kterému předsedal chorvatský prezident Franjo Tuđman. Diskutovali o budoucnosti Bosny a Hercegoviny, jejich názorových rozdílech na ni a vytvoření chorvatské politické strategie. Na začátku schůzky Boban řekl, že v případě rozpadu Bosny a Hercegoviny by měla být Herceg-Bosna vyhlášena „nezávislým chorvatským územím a sloučena s chorvatským státem, ale v době a ve chvíli, kdy chorvatské vedení...rozhodne, že tento čas a tento okamžik jsou zralé.“ Kljuić na druhé straně upřednostňoval sjednocenou Bosnu a Hercegovinu na bosňácké linii. Byl Tuđmanem kritizován za to, že přistoupil na Izetbegovićovu politiku a zájmy Bosňáků. Z velké části díky podpoře chorvatského vedení zvítězila Bobanova větev strany. Kljuić rezignoval na svou funkci prezidenta HDZ BiH v únoru 1992 na schůzi strany v Širokém Brijegu. Byl nahrazen Milenkem Brkićem.
Po vyhlášení nezávislosti Bosny a Hercegoviny začala v Bosně válka. Na začátku války vznikla chorvatsko-bosňácká aliance, ale postupem času došlo k jejím výrazným rozpadům. 8. dubna 1992 byla založena Chorvatská rada obrany (HVO) jako oficiální armáda Herceg-Bosny. Mate Boban řekl, že vznikla proto, že „třináct chorvatských vesnic v opčině Trebinje – včetně Ravna – bylo zničeno a bosenská vláda poté nic neudělala“.
Boban se setkal s Radovanem Karadžićem, prezidentem Republiky srbské, 6. května 1992 v rakouském Grazu, kde dosáhli dohody o příměří. Diskutovali o podrobnostech demarkace mezi chorvatskou a srbskou územní jednotkou v Bosně a Hercegovině a zdůraznili potřebu dalších jednání společně s Evropským společenstvím. Konflikt však pokračoval a následující den JNA a bosenskosrbské síly zahájily útok na Chorvaty držené pozice v Mostaru.

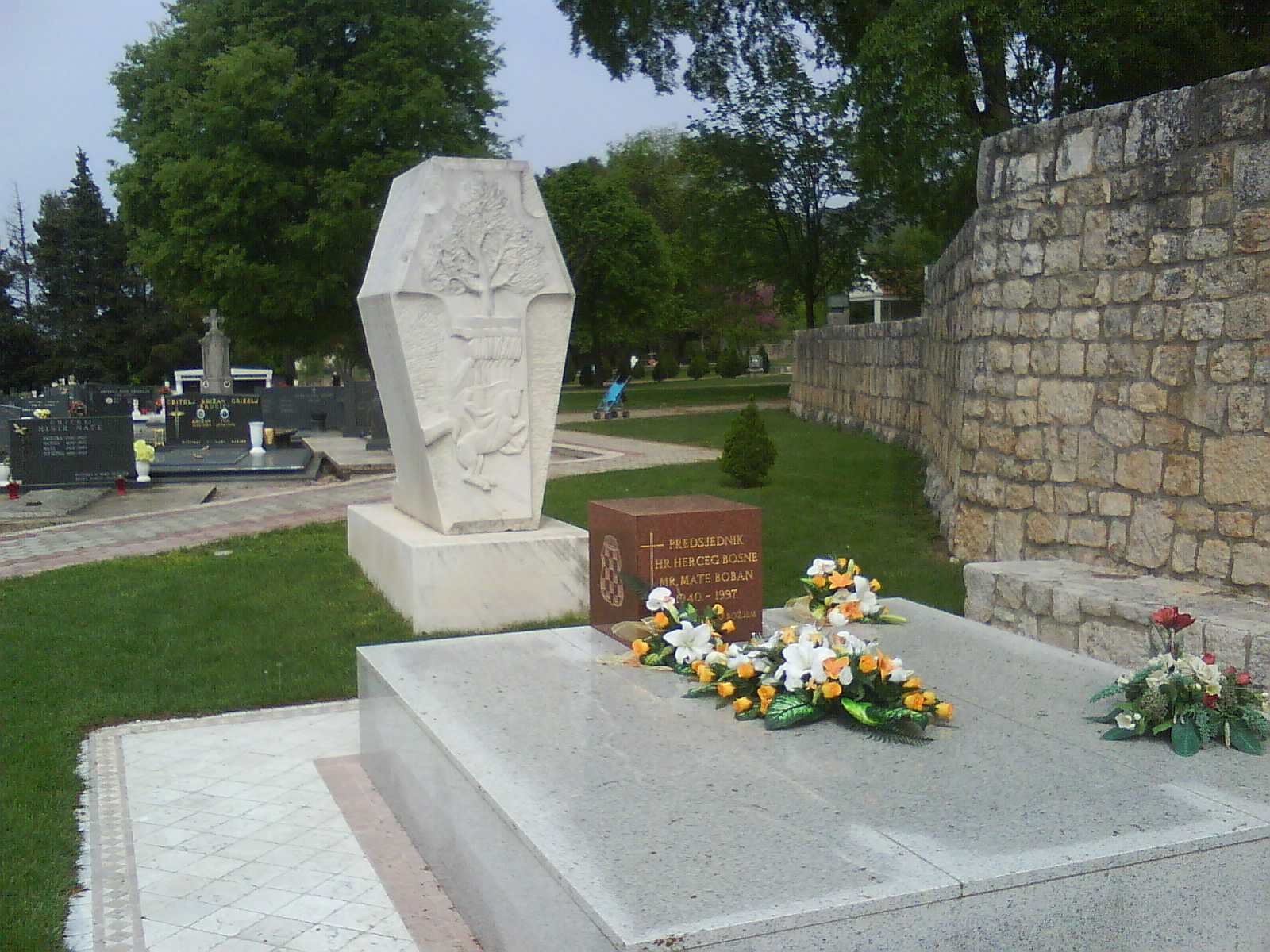
Bobanův hrob v Gorici u Grude

V září 1992 Boban řekl, že „chceme nezávislou Bosnu a Hercegovinu, společný stát tří národů, ve kterém budou jako ostatní suverénní Chorvati.“ V říjnu 1992 zdůraznil, že Bosna a Hercegovina by se měla skládat ze tří základních jednotek, které by byly rozděleny do několika regionů. 14. listopadu se Boban stal prezidentem HDZ BiH.
Na konci roku 1992 se napětí mezi Chorvaty a Bosňáky zvýšilo a začátkem roku 1993 na plno vypukla chorvatsko-bosňácká válka. Střety se šířily ve střední Bosně, zejména v údolí Lašvy. Na konci července 1993 byl zprostředkovateli OSN Thorvaldem Stoltenbergem a Davidem Owenem navržen Owen-Stoltenbergův plán, který by zorganizoval Bosnu a Hercegovinu do svazku tří etnických republik. 28. srpna byla v souladu s mírovým návrhem Owena-Stoltenberga v Grude vyhlášena Chorvatská republika Herceg-Bosna jako „republika Chorvatů v Bosně a Hercegovině“. Bosenská vláda jej však neuznala.
V únoru 1994 Boban odstoupil z funkce prezidenta Herceg-Bosny a nahradil ho Krešimir Zubak. Washingtonská dohoda byla podepsána v březnu a ukončila nepřátelství mezi Chorvaty a Bosňáky. Pod tlakem mezinárodních kruhů Boban oznámil odchod z politiky. Jako prezidenta HDZ BiH ho nahradil Dario Kordić.
Poté, co Washingtonská dohoda ukončila existenci Herceg-Bosny, odešel Boban do důchodu. 4. července 1997 utrpěl mrtvici a o tři dny později zemřel v nemocnici v Mostaru.
V květnu 2013 Mezinárodní trestní tribunál pro bývalou Jugoslávii v prvoinstančním rozsudku nad Jadranko Prlićem shledal, že Boban se podílel na společném zločinném podniku proti nechorvatskému obyvatelstvu Bosny a Hercegoviny.